# Худаяров, Асилбек Анварович
Асилбек Анварович Худаяров (узб. Asilbek Anvarovich Xudayarov) — узбекский государственный деятель. И.о. министра здравоохранения с 4 января 2023 года, министр здравоохранения с 21 ноября 2024 года. 

## Биография
В разное время работал на должностях: директора республиканского научного центра экстренной медицинской помощи, первого заместителя министра здравоохранения, начальника главного медицинского управления при администрации президента. С 30 октября 2023 года — первый заместитель заведующего департаментом социального развития администрации президента. 
4 января 2023 года назначен исполняющим обязанности министра здравоохранения, при этом, также сохранил свою прежнюю должность. Сменил на этом посту Амрилло Иноятова, назначенного министром в декабре 2022 года, ранее сообщалось, что Иноятов находится в трудовом отпуске. Сохранил свой пост в новом правительстве утверждённом Законодательной палатой 21 ноября 2024 года, избавившись от приставки исполняющего обязанности.

## Награды
- Орден «Мехнат шухрати» - 27 августа 2015 года[6].